# Veltins
Koordinaten: 51° 18′ 20″ N, 8° 7′ 30″ O
Die C. & A. Veltins GmbH & Co. KG ist eine im Jahre 1824 gegründete Brauerei. Der Sitz befindet sich in Meschede-Grevenstein im Sauerland. Alleinige Eigentümerin ist Susanne Veltins.

## Geschichte

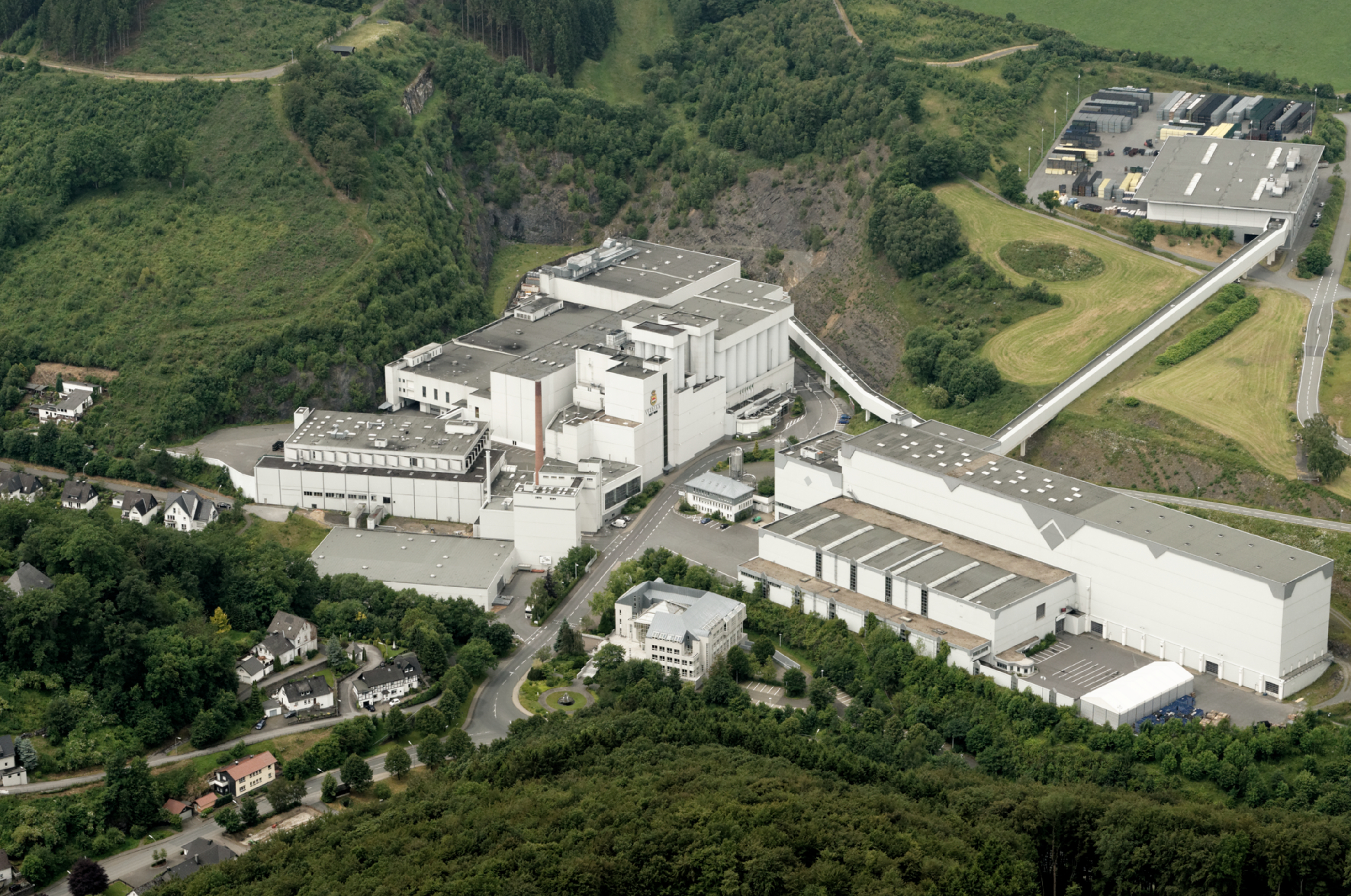
Luftaufnahme der Veltins-Brauerei im Sommer 2014

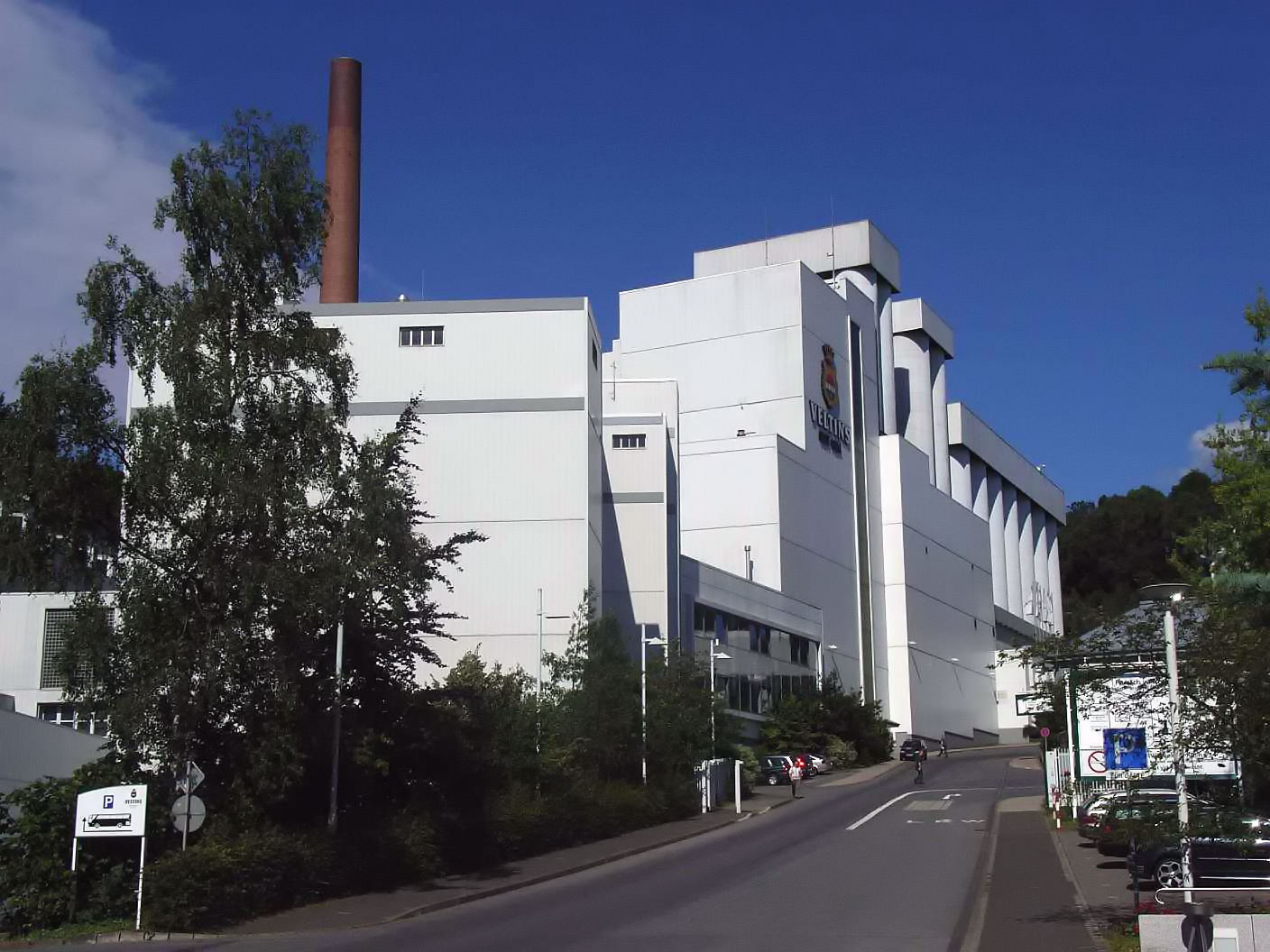
Brauerei Veltins

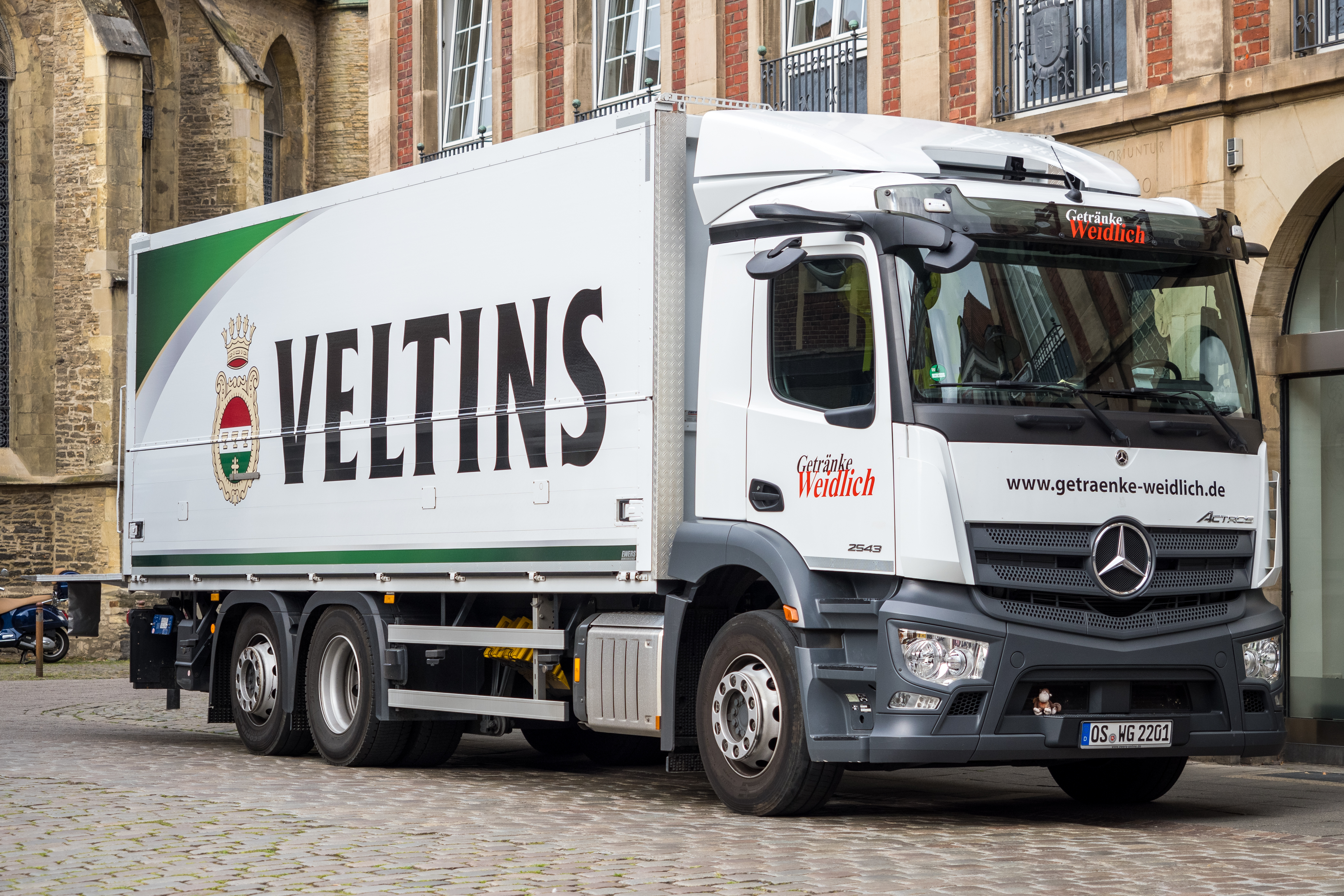
Auslieferungs-LKW der Firma Weidlich mit Veltins-Werbung

Im Jahr 1824 begann der Gastwirt Franz Kramer in Grevenstein mit der gewerblichen Produktion von Bier. Später verkaufte er dieses auch an andere Gastwirte der Umgebung. Das Gasthaus und die Brauerei wurden 1852 durch Clemens Veltins (1822–1905) aus Hellefeld übernommen. In dieser Zeit lag der Bierausstoß bei etwa 150 Hektolitern pro Jahr.
Anstelle des Stammhauses im Ortskern wurde 1883 am Rand des Dorfes Grevenstein eine neue Brauerei erbaut. In den folgenden Jahren wurden eine erste Dampfmaschine und eine Eismaschine angeschafft. Seit den 1880er Jahren traten die Söhne Carl Veltins und Anton Veltins in das Unternehmen ein. 1893 übernahmen die Zwillingsbrüder die Brauerei. Auf sie geht der heutige Name C. & A. Veltins zurück. Nach dem Tod von Carl Veltins trat 1913 der Neffe von Anton Veltins ebenfalls mit Namen Carl in das Unternehmen ein.
Im Jahr 1919 wurde ein erster Lieferwagen angeschafft. Carl Veltins Junior entschied 1926, von nun an nur Bier nach Pilsener Brauart herzustellen. Kriegsbedingt musste die Produktion während des Zweiten Weltkrieges eingestellt werden. Erst 1949 nahm das Unternehmen seinen Betrieb wieder auf. Im Jahr 1953 wurden jährlich 12.000 Hektoliter produziert.
Bislang war es üblich, Bier überwiegend in Fässern auszuliefern. Im Jahr 1954 wurde eine erste noch mit Hand betriebene Flaschenabfüllanlage angeschafft. 1957 errichtete Veltins ein neues Sudhaus. Der Flaschenverschluss mit Kronkorken kam im Jahr 1964 erstmals zum Einsatz.
Im selben Jahr übernahm Rosemarie Veltins die Brauerei. 1966 baute Veltins als erstes Unternehmen in Europa eine betriebseigene Kläranlage. Zu Beginn der 1970er Jahre begann der Bau neuer Betriebsanlagen, der 1974 abgeschlossen wurde. Im Jahr 1983 produzierte Veltins erstmals mehr als 1 Million Hektoliter. Seit 1993 exportiert Veltins auch ins Ausland.
1994 wurde der Betrieb von Susanne Veltins übernommen. Diese steigert die öffentliche Präsenz. Ein neues Logistikzentrum wurde 1997 errichtet. Seit 2001 werden neben dem Pils auch Biermischgetränke hergestellt.
Das Unternehmen übernahm im April 2000 einen Anteil von 74,9 Prozent an Bier Schneider. Im Frühjahr 2001 wurde der Anteil an dem Hagener Getränkegroßhändler auf 100 Prozent aufgestockt. Die Bier-Schneider-Gruppe hatte im Jahre 2000 einen Umsatz von 655 Millionen DM und ca. 850 Mitarbeiter.
Das Unternehmen nahm 2005 ein neues Flaschensortierzentrum oberhalb der eigentlichen Brauerei in Betrieb. Beide Unternehmensteile sind mit einem 250 Meter langen überdachten Förderband verbunden. Zwei Jahre später musste das Logistikzentrum erweitert werden.
Im Jahr 2006, dem Jahr der Fußball-WM in Deutschland, erreichte Veltins mit 2,63 Millionen Hektolitern einen historischen Ausstoßrekord. Die Biermischgetränk-Produkte trugen 423.000 Hektoliter zum Gesamtausstoß bei.
Mit einem Ausstoß von 3,26 Millionen Hektolitern im Jahre 2023 wurde dieser Rekord eingestellt. 2011 stand Veltins auf Platz sieben der größten deutschen Brauereien.

## Bierkartell und unbezahlte Mehrarbeit der Mitarbeiter
Im Januar 2014 verhängte das Bundeskartellamt gegen die Veltins-Brauerei und drei weitere Brauereien wegen Preisabsprachen für Fass- und Flaschenbiere in einem Bierkartell von 2006 bis 2008 eine Strafzahlung von 106,5 Millionen Euro.
Am 15. Januar 2014 einigten sich die Veltins Geschäftsführung und der Betriebsrat von Veltins mit der Gewerkschaft Nahrung-Genuss-Gaststätten (NGG) nach einem längeren Streit um unbezahlte Mehrarbeit bei Veltins. Der Betriebsrat von Veltins hatte 1995 eine Beschäftigungsgarantie bei Veltins ausgehandelt. Diese Beschäftigungsgarantie sah die Schaffung von 190 Arbeitsplätzen und die Verdopplung der Auszubildenden vor. Dafür war mündlich eine unbezahlte freiwillige Mehrarbeit von drei Stunden die Woche ab 1996 vereinbart worden. Diese freiwilligen unbezahlten Extrastunden wurden nicht dokumentiert. NGG hatte diese Vereinbarung als illegal bezeichnet, schwächte dies später gegenüber der Westdeutschen Allgemeinen Zeitung als am Rande der Legalität und nicht sauber getroffen ab. Bei Veltins wird es ein Zeiterfassungsmodell geben, welches allen Mitarbeitern eine Dokumentation über ihre drei freiwilligen Stunden gibt. Die freiwilligen Stunden können als Freistunden genommen werden oder aber bezahlt werden. Statt der ehemaligen mündlichen Vereinbarung wird es eine Vereinbarung nach dem Manteltarifvertrag der Sieger-/Sauerländer Brauereien geben.

## Geschäftsbereiche
Neben dem eigentlichen Brauereigewerbe gehören auch noch andere Unternehmungen zur Veltins-Gruppe: Westdeutsche Getränkelogistik (WGL), Westfälischer Gastronomie-Service (WGS), Westdeutscher Getränkehandel (WGH), Westdeutsche Getränkevertrieb Services (WGV Services). Die Dursty-Getränkemärkte GmbH mit Sitz in Hagen wurde Ende 2017 an die Radeberger-Gruppe verkauft. Dursty betrieb bis zu diesem Zeitpunkt über 200 Getränkemärkte überwiegend in Nordrhein-Westfalen.

## Produkte
- Veltins Pils
- Veltins Radler
- Veltins Pils 0,0 alkoholfrei
- Veltins Radler 0,0 alkoholfrei

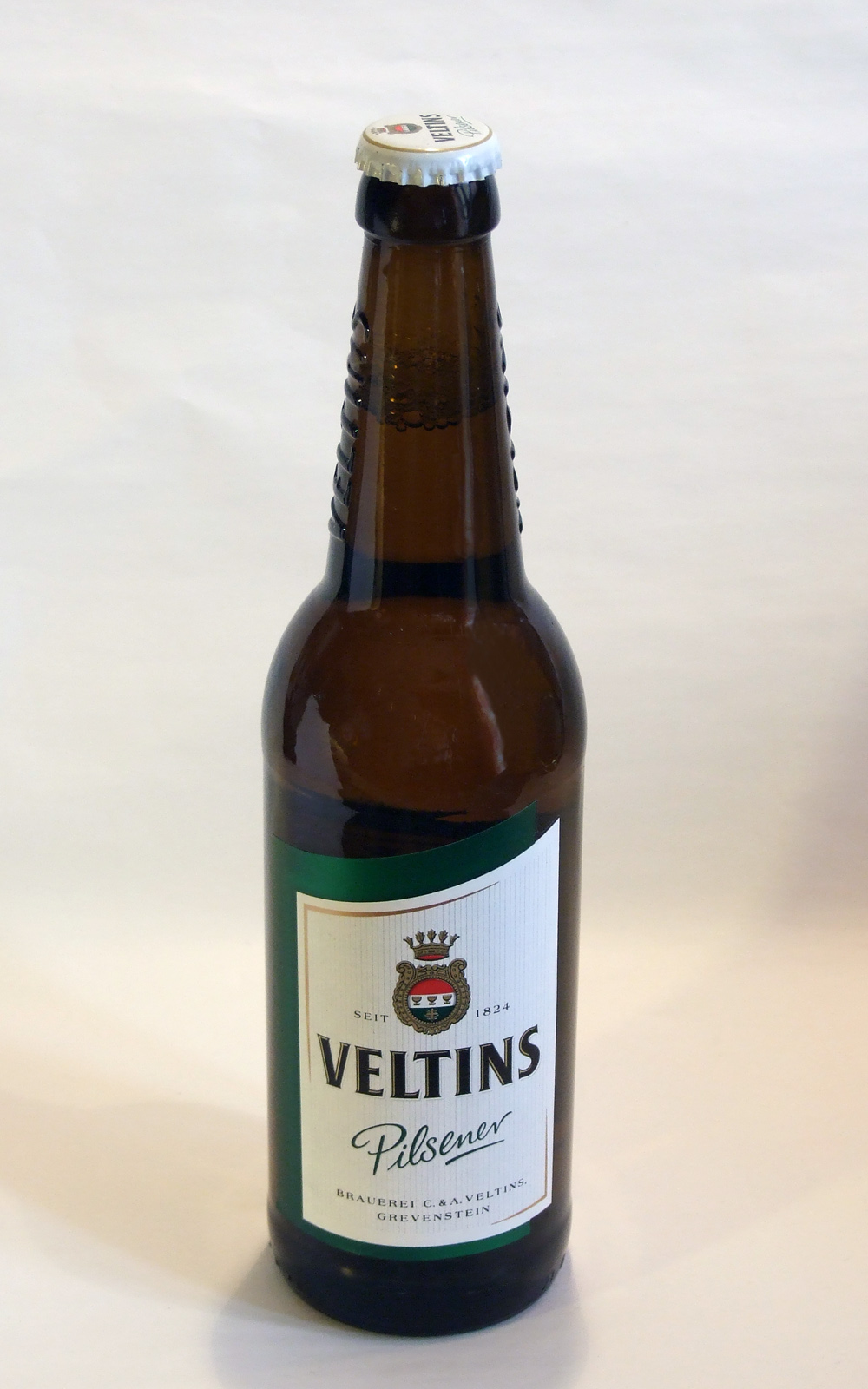
Veltins Pilsener 0,5 l

- Veltins V+ sind Biermischgetränke, die mit Werbung und Aufmachung eher auf die junge Generation abzielen. Geschmacksrichtungen:
  - V+ Cola [mit Zitrone] (nicht mehr erhältlich)
  - V+ Tutti Frutti Energy
  - V+ Sprizz (mit Bitter-Orange)
  - V+ Lemon [mit Grapefruit]
  - V+ GrapeFruit [mit Zitrone]
  - V+ Energy [mit Guaraná]
  - V+ Curuba [mit Auszügen der Curuba-Frucht und Tequila-Aroma] (seit 2006)
  - V+ Berry-x [mit Guaraná] (seit 2013)
  - V+ Black Label (Nicht mehr erhältlich)
  - V+ Cappuccino (Nicht mehr erhältlich)
  - V+ Power’Fruits (Nicht mehr erhältlich)
  - V+ Apple [mit Ginger] (Nicht mehr erhältlich)
  - V+ Remix Citrus (Nicht mehr erhältlich)
  - V+ Remix Malt (Nicht mehr erhältlich)

- Veltins Fassbrause (in den Sorten Zitrone, Holunder, Mango-Maracuja und Cola-Orange)
- Grevensteiner in den Sorten Original (naturtrübes Landbier), Natur-Radler, Naturtrübes Helles und Dunkles Bockbier (nur im Winter)[10]
- Helles Pülleken (seit 2020)[11]
- Veltins Helles Lager (ab Frühsommer 2024)[12]

## Gebinde
Die Produkte der Veltins-Brauerei werden in unterschiedlichen Gebinden vertrieben:
- Einweg: Dosen (0,33 und 0,5 Liter), Flaschen (0,5 Liter), Dosen (0,568 Liter/1 Pint).
- Mehrweg: Flaschen (0,275, 0,33 und 0,5 Liter), und Fässer (10,4 Liter, 20 Liter, 30 Liter und 50 Liter).

Der Mehrweganteil liegt mit 94 % weit über dem Branchendurchschnitt. Alle Gebinde sind bepfandet, seit Frühjahr 2007 auch die 30-Liter- und die 50-Liter-Fässer.
Populär ist die sogenannte „Steinie“-Flasche (0,5 oder 0,33 Liter), die es auch als „Gastro-Steinie“ (0,33 Liter), speziell für die Gastronomie ohne Etikett, aber mit großer VELTINS-Prägung, gibt. Bis in die 1990er Jahre war die 0,5-Liter-Steinie-Flasche typisch für Veltins. Die dazugehörigen grünen Bierkästen waren jedoch nicht mit anderen Kästen stapelbar. Die Brauerei stieg mit großem Werbeaufwand auf die 0,5-Liter-Euroflasche um, was einen Umsatzeinbruch zur Folge hatte. Kurz darauf kehrte die Steinie-Flasche, nun zusätzlich zur Euroflasche, zurück, diesmal allerdings in 16er-Kisten, die nun mit anderen Eurokästen stapelfähig waren.
Im Februar 2009 wurde das neue Design, welches von der Porsche Design Group stammt, für die Mehrwegkästen vorgestellt. Die Kosten dafür betrugen 35,5 Millionen Euro.

## Sponsoring

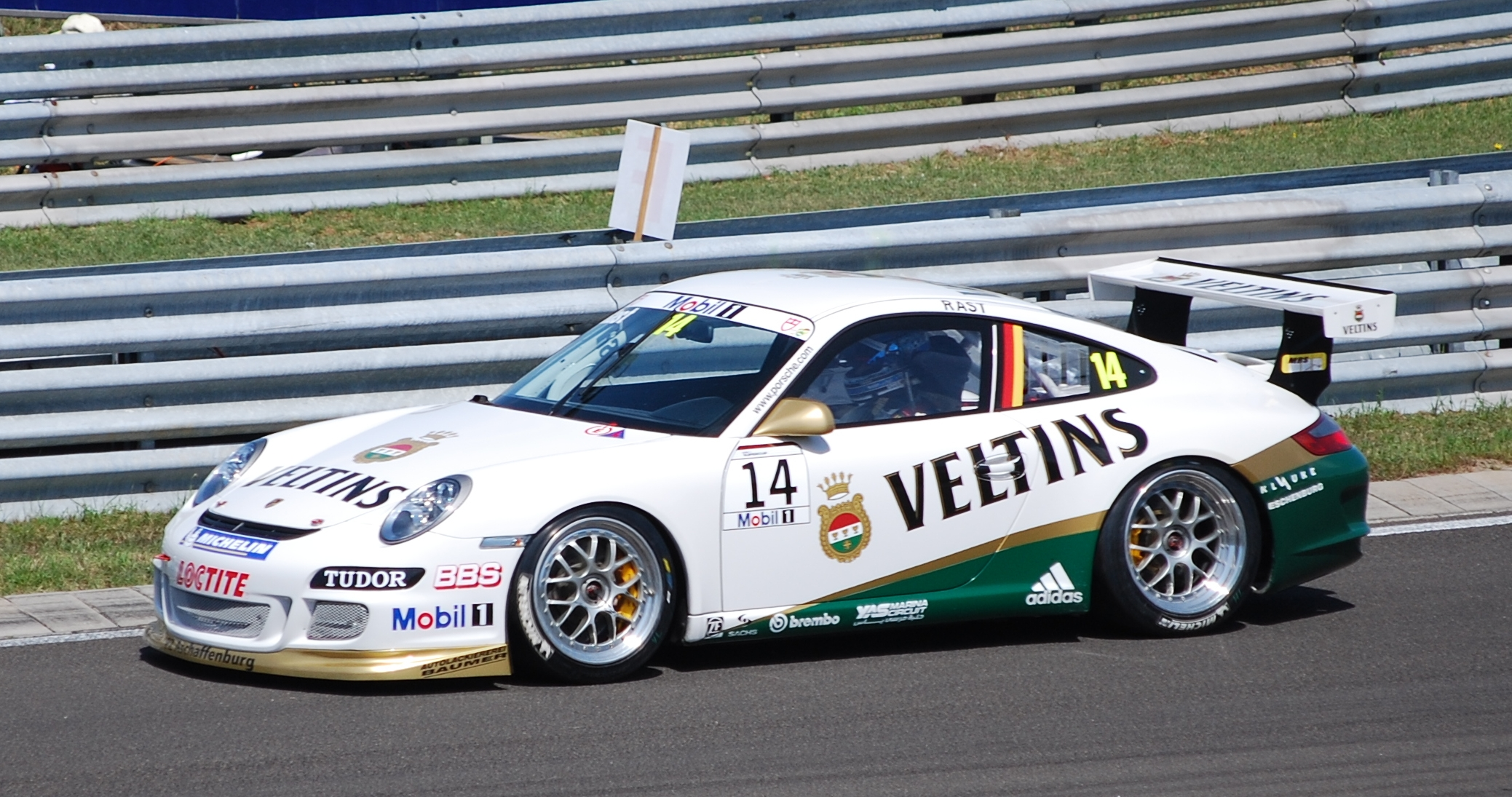
René Rast im von Veltins gesponserten Porsche 911 GT3 bei einem Rennen des Porsche Supercup auf dem Hungaroring 2009

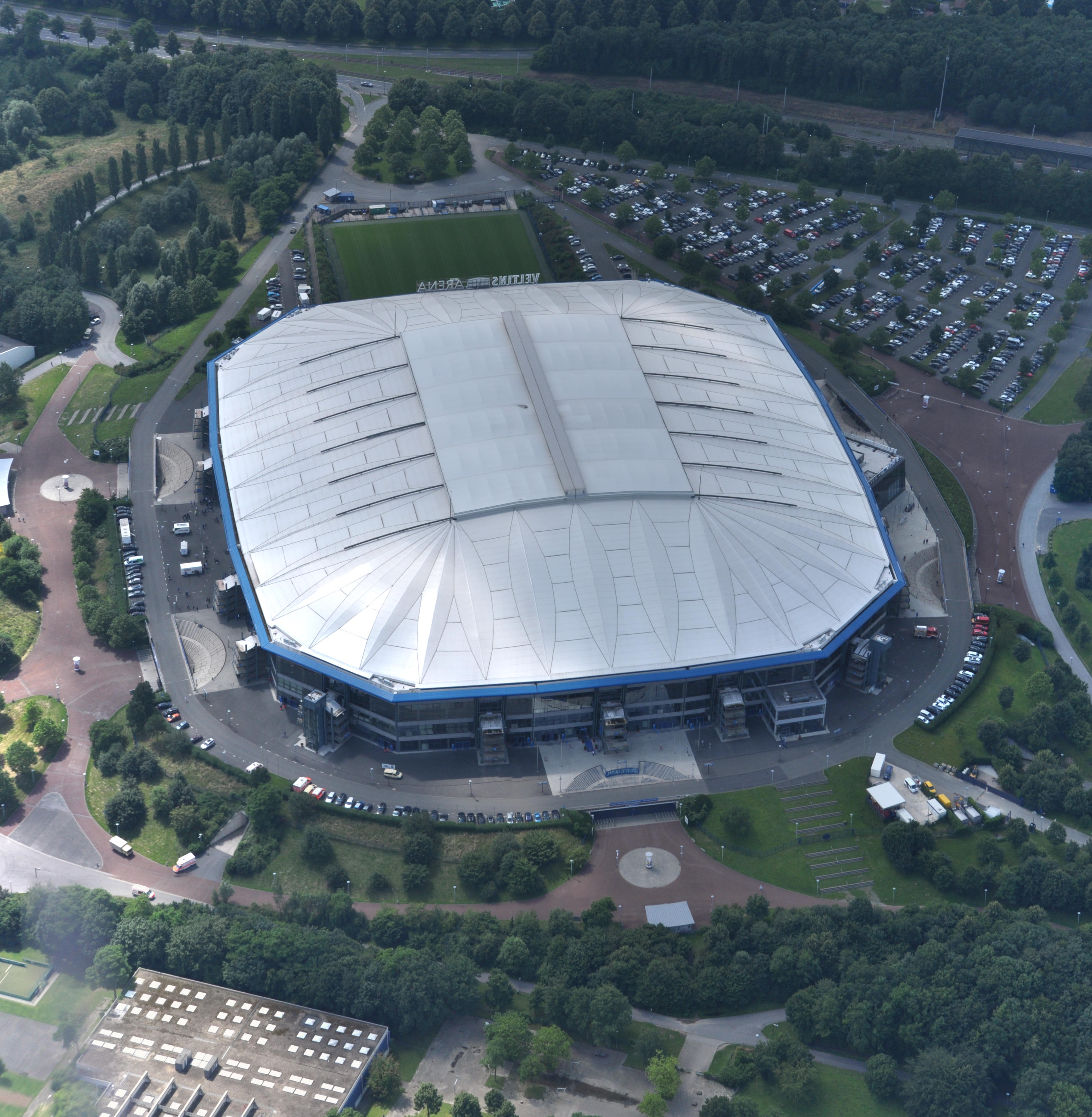
Veltins-Arena in Gelsenkirchen

Die Marke ist Sponsor verschiedener Sportarten. Neben dem Leichtathletikverein LAC Veltins Hochsauerland, der Veltins Biathlon World Team Challenge und dem Veltins Basketball Cup werden auch die Fußball-Bundesligisten FC Schalke 04 und der VfL Wolfsburg finanziell unterstützt.
Im Jahre 1997 wurde die Brauerei Hauptsponsor des FC Schalke 04 und war bis zum Ende der Bundesliga-Saison 2000/01 zudem auch Trikotsponsor der Fußballmannschaften des Vereins. Seit dem 1. Juli 2005 ist Veltins auch Namenssponsor des Fußballstadions Veltins-Arena in Gelsenkirchen, der ehemaligen Arena AufSchalke. Am 4. Mai 2014 gab der FC Schalke 04 die vorzeitige Verlängerung des Vertrages bis 2019 bekannt. Neben umfangreichen Marketingrechten gewährt dieser der Brauerei bis 2023 das Exklusivrecht bei der Belieferung mit Bieren im Umfeld der Arena sowie des Vereins.
Seit 2016 sponsert die Brauerei den „Veltins Inline Cup“ in Mellendorf, einen Inline-Hockey-Wettbewerb für Hobbyteams.
Die Brauerei ist auch im Freizeitsektor vertreten. So besaß der Freizeitpark Movie Park Germany einen Veltins-Saloon, in dem eine Musical-Revue aufgeführt wurde. Obwohl diese nichts mit den Produkten oder direkter Werbung zu tun hatte, wurde sie als „Veltins-Show“ bezeichnet. Denn auf dem Gelände wurde ausschließlich Bier dieses Herstellers ausgeschenkt.
Ende Februar 2020 wurde bekannt, dass die Brauerei Veltins ihr Engagement im Wintersport verstärkt. Insbesondere ist das Sponsoring der Vierschanzentournee verlängert worden: Bis zum Saisonende 2021/2022 wird die Marke Partner dieses Wintersport-Events sowie zahlreicher Weltcups im Skisprung, in der Nordischen Kombination und im Langlauf sein.
Befristet für die Saison 2023/24 ist Veltins wieder Trikotsponsor des FC Schalke 04.

## Trivia
- Der Werbespot „Überraschung“ mit dem ehemaligen Manager des FC Schalke 04, Rudi Assauer, und dessen ehemaliger Partnerin Simone Thomalla wurde 2006 mit der Goldenen Kamera in der Kategorie „Bester Werbespot mit Prominenten“ ausgezeichnet.
- Veltins imitierte 2005 einen Werbespot des Konkurrenten Krombacher, der schon seit langer Zeit mit einer typischen Musik, einer Landschaftsaufnahme und der Eigenschaft „mit frischem Felsquellwasser gebraut“ für sich wirbt. Der Film begann zunächst identisch, jedoch kamen eine Farbrolle und ein Anstreicher ins Bild, der, als die Kamera in die Totale schwenkte, eine Fototapete übermalte. Weitere Parodien wurden nach Vorlage von den Werbespots der Biermarken Jever, König Pilsener und Warsteiner entwickelt. Nach nur kurzzeitiger Ausstrahlung wurden diese Spots zurückgezogen.